# Hôtel Kulm
L’Hôtel Kulm est un hôtel situé à Saint-Moritz. Membre du  consortium hôtelier The Leading Hotels of the World, l'établissement est fondé en 1855.

## Historique

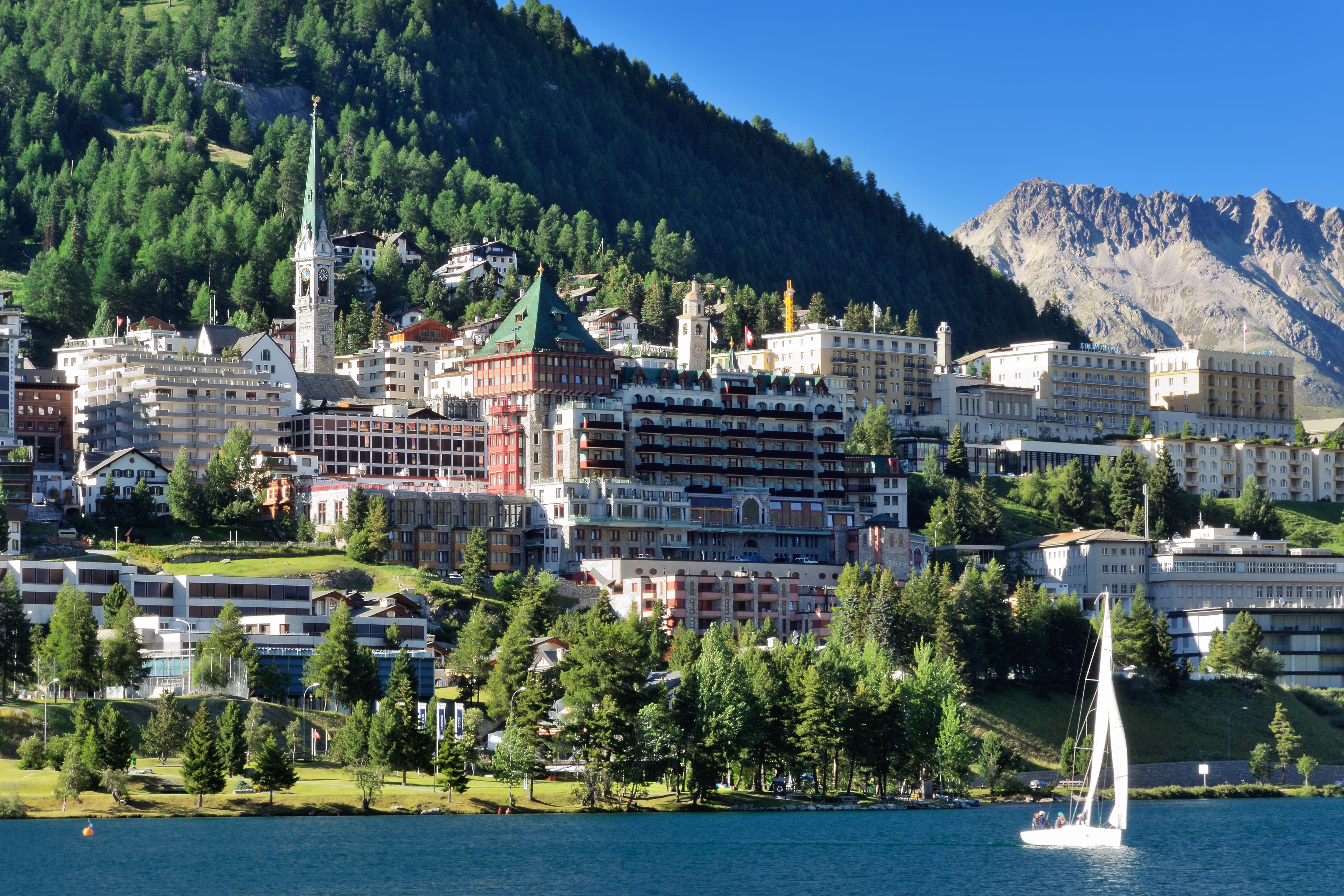
Vue de St-Moritz avec l'Hôtel Kulm en haut à droite de l'image.

En 1855, Johannes Badrutt (de) prend le bail de la pension Faller qui compte douze chambres,. En 1858, Johannes Badrutt rachète l'hôtel et celui-ci prend le nom d’Engadiner Kulm. Johannes Badrutt développe le tourisme hivernal à Saint-Moritz notamment grâce aux touristes britanniques. En effet, il est le premier en 1864 à ouvrir son hôtel en hiver. En 1878, il est le premier hôtelier suisse à installer l'électricité.  En 1884, l'hôtel aide à la construction de la Cresta Run afin que les touristes britanniques puissent pratiquer les activités de glisse sur cette piste plutôt que dans les rues de St-Moritz.
La famille Badrutt possède un patrimoine immobilier important à Saint-Moritz. Plus tard, le fils aîné de Johannes Badrutt, Caspar Badrutt, construit le Badrutt's Palace Hotel.
En 1928 et en 1948, l'hôtel accueille des délégations participantes aux Jeux olympiques.

## Localisation
L'hôtel est situé à proximité de la Cresta Run. Le Funiculaire de St. Moritz–Corviglia (en) est également proche de l'hôtel.